# Rikako Aikawa
Rikako Aikawa (愛河 里花子, Aikawa Rikako), née le 7 octobre 1967 dans la préfecture de Kanagawa, au Japon, est une seiyū (doubleuse). Elle est mariée au seiyū Mitsuo Iwata.

## Prestations notables
- Fifi dans Metropolis
- Megumi Kurogane dans Gate Keepers
- Papilusion, Chenipan, Akwakwak et autres dans Pokémon (voir aussi Liste des Pokémon)
- Oxnard dans Hamtaro
- Barron dans Rêves d'androïde
- Fina S. Shinozaki et Nicks Shaiprapat dans Infinite Ryvius
- Nick dans Zentrix